# ACC (企業)
ACC（英語：ACC Limited）は、インドマハーラーシュトラ州ムンバイに本社を置くセメント会社。セメント・メーカーとしてはインド最大。2006年4月に「アソシエイテッド・セメント・カンパニー（Associated Cement Companies）」から「ACC」に改称する。

## 概要
主な取扱い製品としてはセメント、防火煉瓦、耐火製品、混合コンクリート製品の製造販売の他、海外市場のためのコンサルタントサービスなどがある。また、子会社を通してゴムタイヤ、セメント機械、機械部品の販売、セメントの輸送事業にも着手している。
2004年7月にタタ・パワーが所有するワジ発電所を取得し工場稼働率の向上と、電力・燃料コストの削減を図る方針である。セメント工場の運営管理の経験を生かしてサウジアラビア、ナイジェリア、石川島播磨重工業などへのコンサルティングをしている。